# Holzbrücke Silgin
Die Holzbrücke Silgin, rätoromanisch Punt da Lenn Silgin, ist eine gedeckte Holzbrücke über den Glenner im Val Lumnezia im Kanton Graubünden in der Schweiz. Die Fussgängerbrücke liegt auf dem Gebiet der Gemeinde Lumnezia. Der Bergwanderweg über die Brücke verbindet Lumbrein mit dem Weiler Silgin.

## Konstruktion
Die Hängewerkbrücke mit sieben Quergebinden mit Bügen wurde 1880 gebaut. Sie ersetzte einen einfachen Steg. Das Walmdach mit Holzschindelabdeckung wurde nachträglich mit Eternitplatten überzogen.
Die Brücke wurde 2016 restauriert. Für die Sanierung erhielt die Gemeinde Lumnezia von der Patengemeinde Zollikon einen Beitrag von 15'000 Schweizer Franken.

## Status
Die historische Brücke ist im Inventar historischer Verkehrswege der Schweiz (IVS) als Objekt von lokaler Bedeutung aufgeführt.